# Miss Ceará 1957
Miss Ceará 1957 foi a 2.ª edição do tradicional concurso de beleza que elege a melhor candidata cearense para que esta represente seu estado e cultura no Miss Brasil. Participaram desta edição apenas quatro candidatas, seis a menos em relação ao ano anterior, sendo três de clubes locais e uma de cidade do interior. O evento foi coordenado por Stênio Azevedo e contou com a promoção dos Diários e Emissoras Associados, mesmo detentor do concurso de Miss Brasil. Mazu, que no anterior ganhou o estadual, esteve presente na eleição e ajudou a passar a faixa a nova detentora estadual.

## Resultados
| Colocação  | Candidata                           |
| Miss Ceará | - Clube Massapeense - Lia Guimarães |

- Não há registro de outras colocações anunciadas.

## Candidatas
- Centro Massapeense - Lia Guimarães Pires de Castro
- Clubes Elegantes - Maria Irani Veríssimo Pinto
- Centro de Preparação de Oficiais da Reserva - Leuda Ferreira da Costa
- Sobral -  Maria Angélica Ribeiro Vieira